# Carnet d'adresses

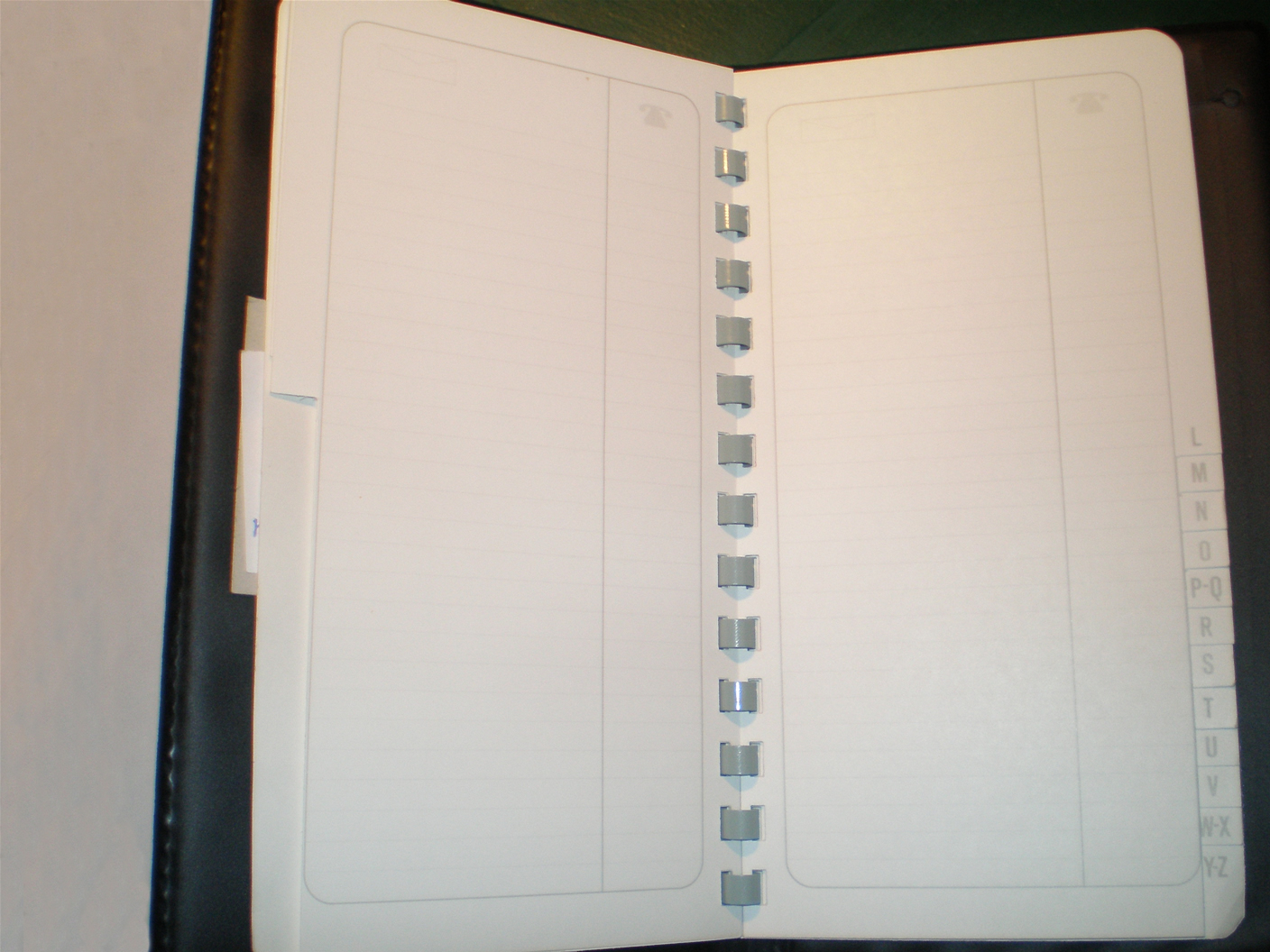
Exemple de carnet d'adresses.

Un carnet d'adresses est un carnet ou une base de données dans lequel son utilisateur note les informations nécessaires pour contacter les personnes qu'il fréquente.
Au sens figuré, ou par métonymie, le carnet d'adresse est l'ensemble des contacts et relations notamment professionnelles dont quelqu'un peut profiter ou faire profiter son employeur ou les personnes avec qui il a des intérêts.
Pour chacune de ces personnes, on indique habituellement quelques renseignements standards qui permettent d'associer son identité (nom et prénom) à un moyen de la contacter (adresse, numéro de téléphone fixe ou mobile, numéro de fax, adresse électronique) à la fois dans le cadre professionnel (au sein de l'entreprise qui l'emploie) et/ou personnel.
Pour la plupart des carnets d'adresses, on classe les noms des contacts par ordre alphabétique.

## Carnet papier
Le carnet d'adresse existe sous forme d'accessoires de papeterie. Il existe sous différents formats, rarement supérieurs au format A4 et souvent en format de poche.
Il existe également des carnets d'adresses se présentant sous la forme d'objets pouvant accueillir des fiches, et qui ne sont pas destinés à être emportés sur soi, mais à rester sur un bureau ; le Rolodex en est un exemple.

## Outil informatique
En informatique, le carnet d'adresses existe également sous forme électronique. On désigne par le terme de « contact » une personne inscrite sur le carnet.

### Avec Microsoft Outlook
- .pab (Personal Address Book) est l'extension des fichiers contenant les carnets d'adresses pour Microsoft Outlook. C'est un format de fichier compagnon de .pst, seul moyen de stocker des listes de diffusion personnelles jusqu'à Outlook 98 ; il est fonctionnellement intégré dans le fichier .pst (groupes de diffusion dans le répertoire « Contacts ») et déprécié (mais encore en service) à partir de la version Outlook 2000.
- .oab (Offline Address Book) est le fichier stockant le carnet d'adresse de Exchange Server pour une utilisation non connectée.

### Avec Mozilla Thunderbird
- .mab est l'extension des fichiers qui contiennent les carnets d'adresses dans Mozilla Thunderbird. Par défaut, ces fichiers s'appellent history.mab (adresses collectées), abook.mab (adresses personnelles), abook-1.mab, abook-2.mab, abook-3.mab, etc. (carnets d'adresses créés par ordre de création), impab.mab (carnets d'adresses exportés ou importés via le protocole LDIF).

## Aspects normatifs
Les personnes et leur entité d'appartenance (entreprises, mais aussi administrations publiques) sont des informations clés dans le réseautage d'affaires.
Dans les logiciels bureautiques comme ceux de Microsoft, le carnet d'adresses peut être relié aux propriétés des documents électroniques (commande fichier / propriétés). On peut alors disposer, si ces champs sont renseignés, d'informations telles que le titre, le sujet, l'auteur, le responsable, la société, des mots-clés, le répertoire web. Ces données sont en fait des métadonnées, c'est-à-dire des données sur les données (i.e. qui permettent l'accès au corps du document).
Les principaux acteurs du commerce électronique se sont intéressés de près à ces informations et à la manière de les standardiser dans les systèmes informatiques. Le langage préconisé est XML. Il permet de faire circuler les éléments de données, et notamment les métadonnées présentes dans les documents électroniques et les pages web (sous forme d'éléments meta), tout en se conformant à un processus complexe et itératif de validation (voir Document Schema Definition Languages).
Les spécifications de commerce électronique apparues au début des années 2000 (ebXML et UDDI) décrivent ces informations avec beaucoup de détails. L'information « contact » appartient à l'élément businessEntity (entité métier).

## Relations professionnelles
Le terme peut être utilisé comme une synecdoque pour désigner le réseau professionnel d'un individu. À titre d'exemple, le journaliste Franz-Olivier Giesbert détaille l'importance du carnet d'adresses pour les journalistes : « Un journaliste, au fond, c'est d'abord un carnet d'adresses. Et un carnet d'adresses, c'est quoi ? Des portes qui peuvent s'ouvrir quand elles se ferment aux autres. »